# Baby Steps ~網球優等生~
《Baby Steps ~網球優等生~》（日语：ベイビーステップ）是日本漫畫家勝木光的少年向運動漫畫作品，於週刊少年Magazine的2007年46號上開始連載。原作於2014年被改編為電視動畫。

## 作品概要
這是關於一個男子高中生・丸尾榮一郎在察覺到網球的魅力後，揮灑青春的成長故事。
作者勝木光擁有實際的打網球經驗，針對作品內容也相當仔細的取材，並參考現實的技術與戰術、關於訓練的理論也有相當的描述。

## 故事簡介
丸尾榮一郎是個認真務實的高中男學生，為解決課堂學習外運動不足的問題，偶然機會下參加了南網球俱樂部（STC）的免費體驗活動，並在那裡遇到了同校的女學生鷹崎奈津。在與鷹崎談過並考量自己的興趣後，決定加入STC，開始他打網球的生涯。
榮一郎把「只要能追上所有的球，並且能控制所有的球，理論上是不會輸的。」這句話當信念，朝職網的目標努力中。

## 登場人物

### 南網球俱樂部（STC）

#### 所屬選手
丸尾榮一郎
本作男主角。大杉高中的男子高中生，個性認真，眼力及記憶能力奇佳，初登場時全學科的成績都是優等的「A」。在課堂上和比賽期間都有記筆記的習慣。
原本只是抱著鍛煉身體的心態接觸網球，現已完全沉迷在網球上。不斷進行基本訓練，能力一點一點的在提升中。將練習及比賽內容完全寫在[A仔筆記]裡，作為網球選手是全能型，筆記本記錄的數據運用戰略熟，動態視力的好處和精準的球控制戰鬥的武器“理論派”。
目前已成為職業選手。目前與鷹崎奈津交往中。
鷹崎奈津（配音員：寿美菜子（日本）；何寶珊（香港））
本作的女主角。和榮一郎同校同年級，同時也是池爽兒的青梅竹馬。被評為全校最可愛的女生。
STC所屬的少女。雖然性格很大剌剌，但對於網球的熱情卻高於常人好幾倍。網球實力在關東地區堪稱無敵，以成為職業網球選手為目標而進入STC。打從心底里為認真努力的榮兒加油。目前與丸尾榮一郎交往中。
江川逞（配音員：浪川大輔（日本）；李鎮然（香港））
STC所屬的少年。跟榮一郎及奈津同校的學長，比榮一郎高一個學年。單戀鷹崎奈津約10年經歷。擁有187公分的身高。擅長發球和截擊。想憑藉發球上網成為最強選手。高中畢業成為職業網球選手。發球速度可以說是日本第一，在全日青中負于難波江優，但在成為職業選手的第一年中得到了三次優勝。
深澤諭吉（配音員：下野紘（日本）；巫哲棋（香港））
STC所屬的少年。和榮一郎同學年，稱呼榮一郎為「大哥」、池為「師父」。
横山花（配音員：西口杏里沙（日本））
STC所屬的少女。比榮一郎大一屆的少女。
槙原真純（配音員：近藤唯（日本）；羅孔柔（香港））
STC所屬的少女。比榮一郎小一屆的少女，擁有著開朗的性格。STC的人都稱呼她為「純」。
香坂明子（配音員：染谷麻衣（日本））
STC所屬的少女。
田島勇樹（配音員：優希（日本）；雷碧娜（香港））
被喻為12歲以下的天才兒童，比榮一郎小八歲的少年。

#### 教練
三浦（配音員：楠大典（日本）；劉昭文（香港））
榮一郎正式加入STC後的指導教練。教導榮一郎「只要能追上所有的球，並且能控制所有的球，理論上是不會輸的。」這個勝利理論的人。
青井龍平（配音員：鸟海浩辅（日本）；葉振聲（香港））
STC出身的原職業男選手。原職業網球選手因傷退役。憑藉退役網球選手的經驗來指導和協助榮兒。
榊原（配音員：三木美（日本））
STC出身的原職業女選手。
森本（配音員：川島悠美（日本）；謝潔貞（香港））
榮一郎在STC參加體驗活動時，最初遇見的網球教練。

### 大杉高中
影山小次郎（配音員：寺島拓篤（日本）；張方正（香港））
和榮一郎同學年的男高中生，同時也是榮一郎多年的好友。雖然沒有在打網球，但在榮一郎練習和參加網球比賽時，會在旁邊陪伴著。心中期待榮兒有大轉變。和佐佐木姬子是每場榮兒的比賽都來加油的啦啦隊。現已與佐佐木交往。
佐佐木姬子（配音員：瀨戶麻沙美（日本）；廖杏茵（香港））
和榮一郎同學年的女高中生。總戴著一副眼鏡。對網球方面的知識並不深。對榮一郎似乎抱持著某種情感。單戀榮兒中，但同時也被影山小次郎暗戀中。現已與影山交往。
越水成雪（配音員：下妻由幸（日本）；曹啟謙（香港））
和榮一郎同學年的男高校生。學校社團為網球社。在網球和學業上都把榮一郎當成競爭對手。

### 日本國內的網球選手

#### 神奈川縣以內的男子選手
荒谷寛（配音員：羽多野涉（日本）；劉奕希（香港））
GITC所属的男子選手。和榮一郎同年級，但外表看起來略顯成熟。擁有強健的腳力和強韌的上半身，左撇子，屬於一發逆轉型的底線型球員。現已出道成為職業選手。
大林良（配音員：前野智昭（日本）；李凱傑（香港））
梅田TC所屬的男子選手，同時也是湘南工業學院網球部的副主將，大榮一郎一屆。擅長的打法是發球和截擊。初登場時為高二，是榮一郎初次參加正規的網球比賽時的第一個對戰選手。
宮川卓也（配音員：柿原徹也（日本）；周倚天、林芷筠〈童年〉（香港））
宮川T.A.所屬的男子選手，是湘南工業學院的高中生，比榮一郎小一屆，身高有178公分高。能藉由身高優勢來做出正、反拍打法的擊球。在比賽時有著藉由喝昆布茶和吃梅干，來讓自己恢復精神和體力的方法。
岩佐博水（配音員：淺沼晉太郎（日本）；鍾見麟、蔡惠萍〈童年〉（香港））
FARSIDE TA所屬的男子選手，聖蹊高中的學生，大榮一郎一屆。任何擊球方式都擅長的全方位型選手。雙親都是藝術家，自己藉由在比賽過程中擊球的軌道來「繪畫」，「畫作」完成時就不再出手去更動作品。與榮一郎比完一場比賽後，查覺到自己還是喜歡畫畫，決定朝藝術方面的目標努力，減少打網球的時間。
最上紀彦（配音員：三宅貴大（日本））
湘南工業學院的高中生、比榮一郎小一屆的男子選手。

#### 神奈川縣以外的男子選手
難波江優（配音員：櫻井孝宏、富岡美沙子〈童年〉（日本）；李安邦（香港））
長清中央高中的學生，青城院所屬的男子選手。優秀的全能型選手有效打擊對手弱點，無一絲多餘動作的打法，但同時又能配合對手隨意變化球風。非常重視數據，使用一台筆記本電腦來錄入選手資料，其能力為未知數。在兩屆全日青中取得優勝。
神田久志
比榮一郎小一屆的男子選手。其高中內的訓練量猶如地獄般的磨練。運用敏捷的速度，讓強力又穩定的旋轉球徹底爆發出來，招牌技能是雞蛋球。
岡田隆行（配音員：伊藤健太郎（日本）；黃啟昌（香港））
和榮一郎同學年。雖然攻略難度高，但基本打法為破壞驚人的上昇平擊球。屬於不斷攻擊的超速攻擊型選手。
井出義明（配音員：KENN（日本）；鄧港文（香港））
埼玉縣蘆尾崎高中的學生。和榮一郎同學年。精神力勝於技術力，強項為接近戰機在大型比賽中對決，用能吸引觀眾目光的打法，壓制所有對手。屬於比賽越膠著越強的類型。在關東大賽上輸給榮兒後跑去西班牙發展。
高木朔夜（配音員：森田成一、品田美穂〈童年〉（日本）；李致林（香港））
長清中央高中的學生。和榮一郎同學年。作為網球選手是全能型，但在比賽中，常用詭計的表演技藝和禮儀違反行為對對方的比賽步調和情緒擾亂。
緒方克己
關西的近清高中學生。和榮一郎同學年。

#### 男子職業選手
門馬步夢
日本排名2位，全日本選手權大賽第2種子，世界排名54的強者，29歲，東京銀行所屬。擁有強大的實力。被爽兒稱作“守護日本的人”。是個會為後輩著想的人，曾經給榮兒，神田提供建議。經常說話說著說著就若無其事的吃東西。
大黑志朗
日本排名14位的精，對難波江優的實力很感興趣。似乎很受後輩的尊重，被江川和爽兒尊稱為大黑先生。
山口讓
日本排名11位，全日本選手權大賽第10種子，擁有不錯的實力，擅長反手切球。與淺野私交不錯。與淺野一樣是技術型選手。
淺野芯
日本排名71位的老將，實力雖然因為年齡增大而日漸減退，但是多年的經驗依然還在。是青井龍平現役時的最後一個對手。是技術型球員，活用各種打法一度令蓉兒陷入苦戰，是青井那個時期的名將。現已成為日本代表隊教練。帶領爽兒一行參加溫網。
渡邊隆敏
日本排名4位，全日本選手權大賽第3種子，實力很強。對自己的排位十分執著。與吉道大樹私交不錯，是去年慶陵挑戰賽的亞軍。連續三年挑戰溫網預選但都以失敗告終。
吉道大樹
日本排名5位，全日本選手權大賽第4種子，本來是榮兒第四輪的對手，卻因腳傷惡化不得不退賽。自稱腳傷已經治愈，不會影響發揮。與渡邊隆敏私交不錯，稱呼其為阿隆。似乎很喜歡開玩笑。
有野忠雄
日本排名7位，全日本選手權大賽第6種子。被難波江優稱作想交手的類型。正手威力和池爽兒相當。
河野順平
日本排名3位，世界排名153位的高手，沒有參加全日本選手權大賽。

#### 女子選手
清水亞希（配音員：石原夏織（日本）、陳皓宜（香港））
和奈津同期的女子選手。奈津和她四次在比賽相遇，四次全敗。雖然只有數次跟榮兒交談，對榮一郎似乎抱持著某種情感。從年幼的時候開始和身為教練的母親一起打網球一起的生活了，所以對網球的感覺雖然不是討厭，但也對網球感覺不感覺到快樂並不了解。
中城惠（配音員：相澤由梨香（日本））
比奈津小一屆的女子選手。

### 佛羅里達網球學院（後更名IMG學院）
池爽兒（配音員：细谷佳正、潘惠美〈童年〉（日本）；曹啟謙、劉惠雲〈童年〉（香港））
STC出身，現為IMG學院的男子職業選手。和奈津同年紀的青梅竹馬。小時候被奈津勸說開始學習網球，在中學二年級時已沒有同齡的日本人可以跟他匹敵了，之後，到美國佛羅里達留學。
Mike（配音員：堀內賢雄（日本）；陳永信（香港））
IMG學院的運動心理學家，能說很流利的日語。臨時作為教練在STC探訪時，就指導過榮兒。榮兒短期留學期間從旁支持和協助陷入困境的榮兒。
Alex（配音員：神谷浩史（日本）；麥皓豐（香港））
IMG學院所屬的男子職業選手。初登場時19歲。榮一郎短期留學時同寢室的室友之一。性格溫柔，好強。比賽失敗會心情變壞。擅長正手，在與栄一郎的比賽中，開始改觀，接受失敗。
Marcia（配音員：潘惠美（日本）；成瑤孆（香港））
IMG學院所屬的女子選手。艾力克斯的妹妹，初登場時13歲，榮一郎在知道了她的真實年紀後非常驚訝。和哥哥的感情非常好。性格倔強，一點急躁和粗暴。目標也是成為職業選手。在榮兒第二次留學期間與其進行了沙灘網球的訓練。對榮一郎似乎抱持著某種情感。
平敦士（配音員：江口拓也（日本）；陳成港（香港））
IMG學院所屬的男子選手。初登場時19歳。榮一郎短期留學時同寢室的室友之一，日本人。在美國上課的同時，也以職業選手為目標。擔任榮兒的翻譯。在榮兒第二次留學時已經成為佛羅里達網球學院的見習教練。
克里修納（配音員：花江夏樹（日本）；李震權（香港））
IMG學院所屬的男子選手，從印度來的留學生。初登場時16歲。榮一郎短期留學時同寢室的室友之一。分析能力出色，從早期階段對榮兒的評價就很高。世界青少年排名前十。
皮特・岡薩雷斯（暫譯）
IMG學院所屬的男子選手。和榮一郎同年紀。擁有非常優秀的視力。初中時是棒球選手，到了高中才轉為網球選手，眼力與榮兒相當。身材高大，打出的球速度很快，一度令榮兒陷入苦戰。

### 日本國外的職業網球選手
王偉
世界排名為774位→310位，初登場年齡為16。來自中國的職業選手，似乎比榮兒還要缺乏力量。一開始拒絕了榮兒的練習邀請。在泰國的希望賽上擊敗了榮兒。
阿魯巴克·里斯多夫
世界排名為1476位。榮兒職業生涯的第一個對手，球風是攻擊型的球風。一開始憑藉地利在澳大利亞的希望賽首輪擊敗了榮兒。
埃斯皮諾·桑切斯
世界排名8位的頂級職業選手，外表看上去年齡很大。發球的力量和速度十分出色，甚至比江川逞的發球還要快。
列維納·馬庫斯
世界排名NO.1位的頂級職業選手，25歲，是溫網第一種子，左撇子。與桑切斯私交不錯。正手威力驚人，能夠不憑藉預判完美回擊爽兒的全力正手。正賽第一輪的對手是日本第一的池爽兒，他本人對此很感興趣，以實力擊敗了日本第一的池爽兒，覺得新時代即將到來。

### 其他登場人物
丸尾一彌（配音員：宫本充（日本））
榮一郎的父親。性格溫和。對榮一郎的職網目標表示認同與理解。
丸尾早苗（配音員：加藤優子（日本）；黃麗芳（香港））
榮一郎的母親。性格嚴厲。起初不贊同榮一郎對網球投入過度及想成為職網選手的想法，隨後慢慢地接受。
宮本（配音員：鈴木琢磨（日本）、胡家豪（香港））
網球雜誌的記者，注意到了榮一郎網球方面的飛快進步速度。

## 用語
A仔筆記
榮一郎所製作的筆記。分為「讀書學習用」和「網球用」兩種。與他認真的個性一樣，筆記字跡工整有如用電腦打字一樣，且內容詳細。
讀書學習用筆記
榮一郎在學校課堂上所寫的筆記。因工整字跡及詳細內容而常被班上同學影印參考。
網球用筆記
榮一郎開始學習打網球後新寫的筆記，內容是關於練習、比賽和對戰對手相關資料等的記錄。他運用他強大的眼力及記憶力把比賽時的每一球球路都記錄到筆記之中。

## 出版書籍
| 卷數 | 講談社         | 講談社                 | 東立出版社     | 東立出版社             |
| 卷數 | 發售日期       | ISBN                   | 發售日期       | ISBN                   |
| ---- | -------------- | ---------------------- | -------------- | ---------------------- |
| 1    | 2008年2月15日  | ISBN 978-4-06-363957-5 | 2009年3月11日  | ISBN 978-986-10-3085-2 |
| 2    | 2008年3月17日  | ISBN 978-4-06-363968-1 | 2009年5月21日  | ISBN 978-986-10-3086-9 |
| 3    | 2008年5月16日  | ISBN 978-4-06-363991-9 | 2009年5月21日  | ISBN 978-986-10-3087-6 |
| 4    | 2008年8月12日  | ISBN 978-4-06-384027-8 | 2009年7月13日  | ISBN 978-986-10-3088-3 |
| 5    | 2008年10月17日 | ISBN 978-4-06-384052-0 | 2009年7月13日  | ISBN 978-986-10-3089-0 |
| 6    | 2009年1月16日  | ISBN 978-4-06-384089-6 | 2009年8月20日  | ISBN 978-986-10-3181-1 |
| 7    | 2009年4月17日  | ISBN 978-4-06-384124-4 | 2009年8月20日  | ISBN 978-986-10-3599-4 |
| 8    | 2009年6月17日  | ISBN 978-4-06-384149-7 | 2009年10月12日 | ISBN 978-986-10-3968-8 |
| 9    | 2009年9月17日  | ISBN 978-4-06-384188-6 | 2010年1月21日  | ISBN 978-986-10-4474-3 |
| 10   | 2009年11月17日 | ISBN 978-4-06-384214-2 | 2010年3月29日  | ISBN 978-986-10-4873-4 |
| 11   | 2010年2月17日  | ISBN 978-4-06-384248-7 | 2010年6月2日   | ISBN 978-986-10-5353-0 |
| 12   | 2010年4月16日  | ISBN 978-4-06-384283-8 | 2010年9月7日   | ISBN 978-986-10-5669-2 |
| 13   | 2010年7月16日  | ISBN 978-4-06-384329-3 | 2011年2月24日  | ISBN 978-986-10-6118-4 |
| 14   | 2010年10月15日 | ISBN 978-4-06-384381-1 | 2011年4月7日   | ISBN 978-986-10-6639-4 |
| 15   | 2011年1月17日  | ISBN 978-4-06-384428-3 | 2011年8月24日  | ISBN 978-986-10-7227-2 |
| 16   | 2011年4月15日  | ISBN 978-4-06-384459-7 | 2011年10月5日  | ISBN 978-986-10-7766-6 |
| 17   | 2011年6月17日  | ISBN 978-4-06-384506-8 | 2012年3月2日   | ISBN 978-986-10-8212-7 |
| 18   | 2011年9月16日  | ISBN 978-4-06-384558-7 | 2012年6月11日  | ISBN 978-986-10-8848-8 |
| 19   | 2011年11月17日 | ISBN 978-4-06-384580-8 | 2012年7月26日  | ISBN 978-986-10-9187-7 |
| 20   | 2012年2月17日  | ISBN 978-4-06-384631-7 | 2012年11月8日  | ISBN 978-986-10-9683-4 |
| 21   | 2012年4月17日  | ISBN 978-4-06-384655-3 | 2013年3月25日  | ISBN 978-986-317-194-2 |
| 22   | 2012年7月17日  | ISBN 978-4-06-384706-2 | 2013年6月26日  | ISBN 978-986-317-735-7 |
| 23   | 2012年9月14日  | ISBN 978-4-06-384735-2 | 2013年7月31日  | ISBN 978-986-324-157-7 |
| 24   | 2012年12月17日 | ISBN 978-4-06-384782-6 | 2013年10月29日 | ISBN 978-986-324-958-0 |
| 25   | 2013年2月15日  | ISBN 978-4-06-384812-0 | 2013年12月13日 | ISBN 978-986-332-378-5 |
| 26   | 2013年5月17日  | ISBN 978-4-06-384865-6 | 2014年7月28日  | ISBN 978-986-332-870-4 |
| 27   | 2013年8月16日  | ISBN 978-4-06-394911-7 | 2014年12月2日  | ISBN 978-986-337-487-9 |
| 28   | 2013年11月15日 | ISBN 978-4-06-394964-3 | 2015年1月30日  | ISBN 978-986-348-053-2 |
| 29   | 2014年1月17日  | ISBN 978-4-06-394994-0 | 2015年3月9日   | ISBN 978-986-348-524-7 |
| 30   | 2014年3月17日  | ISBN 978-4-06-395028-1 | 2015年4月13日  | ISBN 978-986-348-939-9 |
| 31   | 2014年6月17日  | ISBN 978-4-06-395105-9 | 2015年7月9日   | ISBN 978-986-365-563-3 |
| 32   | 2014年8月16日  | ISBN 978-4-06-395160-8 | 2015年11月25日 | ISBN 978-986-365-999-0 |
| 33   | 2014年11月17日 | ISBN 978-4-06-395244-5 | 2016年11月17日 | ISBN 978-986-382-422-0 |
| 34   | 2015年3月17日  | ISBN 978-4-06-395346-6 | 2017年6月12日  | ISBN 978-986-431-387-7 |
| 35   | 2015年5月15日  | ISBN 978-4-06-395399-2 | 2017年7月17日  | ISBN 978-986-431-751-6 |
| 36   | 2015年8月17日  | ISBN 978-4-06-395461-6 | 2018年6月19日  | ISBN 978-986-462-318-1 |
| 37   | 2015年10月16日 | ISBN 978-4-06-395520-0 | 2018年9月7日   | ISBN 978-986-462-703-5 |
| 38   | 2016年1月15日  | ISBN 978-4-06-395580-4 | 2019年5月17日  | ISBN 978-986-10-9538-7 |
| 39   | 2016年3月17日  | ISBN 978-4-06-395623-8 |                |                        |
| 40   | 2016年6月17日  | ISBN 978-4-06-395689-4 |                |                        |
| 41   | 2016年8月17日  | ISBN 978-4-06-395728-0 |                |                        |
| 42   | 2016年11月17日 | ISBN 978-4-06-395803-4 |                |                        |
| 43   | 2017年1月17日  | ISBN 978-4-06-395853-9 |                |                        |
| 44   | 2017年4月17日  | ISBN 978-4-06-395921-5 |                |                        |
| 45   | 2017年6月16日  | ISBN 978-4-06-395961-1 |                |                        |
| 46   | 2017年9月15日  | ISBN 978-4-06-510191-9 |                |                        |
| 47   | 2017年12月15日 | ISBN 978-4-06-510367-8 |                |                        |

## 電視動畫
第一季於2014年4月6日開始於NHK教育頻道播放，9月21日播映結束，全25話。第二季於2015年4月5日於日本NHK教育頻道下午17:30開播。

### 製作人員
- 原作：勝木光
- 導演：村田雅彦
- 劇本統籌：千葉克彦
- 脚本：千葉克彦、武上純希、高橋奈津子
- 人物設計：甲田正行
- 美術監督：稻葉邦彦
- 色彩設計：岡亮子
- 攝影監督：横尾和美
- 音樂：吉川洋一郎
- 音響監督：高桑一
- 動畫製作人：朴谷直治
- 製作人：中沢いずみ
- 動畫製作：Studio Pierrot
- 制作：NHK ENTERPRISES
- 制作、著作：NHK

### 主題曲
- 第一季

片頭曲「Believe in yourself」
作詞、作曲、歌：阿部真央，編曲：akkin
片尾曲（Baby-Steps）
作詞、作曲、編曲：堀江晶太，歌：Babyraids
- 第二季

片頭曲「Believe in yourself」
作詞、作曲、歌：阿部真央，編曲：akkin
片尾曲
作詞：！Victory，作曲：164，編曲：Jin Tanaka，歌：！Victory

### 各話列表
| 話數   | 日文標題 | 中文標題           | TVB標題              | 劇本       | 分鏡       | 演出       | 作畫監督                    |
| 第1輯  | 第1輯    | 第1輯              | 第1輯                | 第1輯      | 第1輯      | 第1輯      | 第1輯                       |
| ------ | -------- | ------------------ | -------------------- | ---------- | ---------- | ---------- | --------------------------- |
| 第1話  |          | 網球與筆記         | 網球與筆記           | 千葉克彥   | 村田雅彥   | 村田雅彥   | 甲田正行                    |
| 第2話  |          | 縝密與粗略         | 認真與粗疏           | 千葉克彥   | 小平麻記   | 小平麻記   | 田中千幸                    |
| 第3話  |          | 吵架與勝負         | 因吵架決勝負         | 千葉克彥   | 成田歲法   | 村山靖     | 山崎愛、中嶋忠二 島田英明   |
| 第4話  |          | 顏面與確信         | 被球擊中，然後醒悟   | 高橋奈津子 | 柳屋圭宏   | 柳屋圭宏   | 山口杏奈 甲田正行           |
| 第5話  |          | 意料之外的初賽     | 出乎意料的處女戰     | 武上純希   | 村田雅彥   | 黑田晃一郎 | 藤田正幸 興村忠美           |
| 第6話  |          | 未成熟的原石       | 未經雕琢的原石       | 武上純希   | 許平康     | 許平康     | 津曲大介、甲田正行 田中千幸 |
| 第7話  |          | 9分割與現實        | 九宮格與現實         | 武上純希   | 政木伸一   | 政木伸一   | 鈴木奈都子 鯉川慎平         |
| 第8話  |          | 1年與20本          | 1年與20本            | 千葉克彦   | 福島宏之   | 一口久美   | 大河原烈                    |
| 第9話  |          | 一絲不苟的作風     | 一絲不苟的作風       | 武上純希   | 中村憲由   | 又野弘道   | 古池敏也 鯉川慎平           |
| 第10話 |          | 懸崖邊的不協調感覺 | 千鈞一髮的違和感     | 千葉克彥   | 村田雅彥   | 村田雅彥   | 戶田麻衣                    |
| 第11話 |          | 風險與可能性       | 風險與可能性         | 高橋奈津子 | 成田歲法   | 村山靖     | 戶田麻衣 鯉川慎平           |
| 第12話 |          | 進化的記憶         | 憑藉記憶進化         | 高橋奈津子 | 小平麻紀   | 小平麻紀   | 田中千幸                    |
| 第13話 |          | 藝術與技術         | 藝術與技術           | 高橋奈津子 | 榎本明廣   | 野亦則行   | 藤田正幸、興村忠美 鯉川慎平 |
| 第14話 |          | 拼圖的成果         | 拼圖的成果           | 高橋奈津子 | 柳屋圭宏   | 柳屋圭宏   | 大河原烈 藤井俊郎           |
| 第15話 |          | 進取的策略         | 進取的策略           | 千葉克彦   | 福島宏之   | 村山靖     | 林隆祥                      |
| 第16話 |          | 野獸與主導權       | 野獸與主導權         | 千葉克彦   | 木村寬     | 又野弘道   | 古池敏也 鯉川慎平           |
| 第17話 |          | 同年級的職業選手   | 同齡的職業球手       | 千葉克彦   | 福島宏之   | 一口久美   | 津曲大介、山口杏奈          |
| 第18話 |          | 決心定規劃         | 充滿決心的計劃       | 武上純希   | 許平康     | 許平康     | 戶田麻衣、大河原烈          |
| 第19話 |          | 覺悟與地獄         | 覺悟與地獄           | 千葉克彥   | 駒井一也   | 村山靖     | 小林由香里                  |
| 第20話 |          | 肉饅頭與炒麵       | 菜肉包與炒麵         | 高橋奈津子 | 小平麻紀   | 小平麻紀   | 田中千幸                    |
| 第21話 |          | 堅實與變化         | 穩定與變化           | 武上純希   | 黑田晃一郎 | 佐佐木純人 | 藤田正幸、興村忠美          |
| 第22話 |          | 基本的弱點         | 弱點是基本           | 千葉克彥   | 柳屋圭宏   | 柳屋圭宏   | 前田義宏、大河原烈          |
| 第23話 |          | 魯莽的100分割      | 魯莽的100格          | 武上純希   | 福島宏之   | 村山靖     | 阿部弘樹、村田涼一          |
| 第24話 |          | 義務與欲求         | 義務與欲望           | 高橋奈津子 | 福島宏之   | 小高義規   | 山口杏奈、津曲大介          |
| 第25話 |          | 榮一郎與奈津       | 榮一郎與奈津         | 千葉克彥   | 村田雅彥   | 村田雅彥   | 甲田正行                    |
| 第2輯  |          |                    |                      |            |            |            |                             |
| 第1話  |          | 世界與牆壁         | 世界與牆壁           | 千葉克彥   | 小平麻紀   | 小平麻紀   | 津曲大介、山口杏奈          |
| 第2話  |          | 惡性循環乃个中万幸 | 惡性循環變幸運       | 千葉克彥   | 福島宏之   | 村山靖     | 林隆祥、粟井重紀            |
| 第3話  |          | 未來的数据         | 未來的資料           | 武上純希   | 駒井一也   | 村山靖     | 山本徑子、福部真澄 川崎美穗 |
| 第4話  |          | 單純的覺醒         | 簡單直接的覺醒       | 千葉克彥   | 黑川智之   | 黑川智之   | 田中千幸                    |
| 第5話  |          | 阿逞的決心         | 阿逞的決心           | 千葉克彥   | 福富博     | 福富博     | 興村忠美、藤田正幸          |
| 第6話  |          | 偵察中初遇         | 偵察與初遇           | 高橋奈津子 | 福島宏之   | 長濱亘彥   | 川口弘明、菅野智之          |
| 第7話  |          | 關鍵時刻的復仇之战 | 關鍵的比賽，雪恥一戰 | 武上純希   | 福島宏之   | 小野田雄亮 | 柴田志郎、平良哲朗          |
| 第8話  |          | 進化的速度         | 進步的速度           | 吉田伸     | 村田雅彥   | 村田雅彥   | 津曲大介、大河原烈          |
| 第9話  |          | 困惑的感覺         | 直覺與困惑           | 千葉克彥   | 福島宏之   | 村上靖     | 林隆祥、粟井重紀 申惠蘭     |
| 第10話 |          | 吶喊揭序幕         | 一聲咆哮，戰幔拉開   | 吉田伸     | 小平麻紀   | 小平麻紀   | 田中千幸、                  |
| 第11話 |          | 候选项與爆發力     | 選項與爆炸力         | 吉田伸     | 成田歲法   | 安部元宏   | 山本徑子                    |
| 第12話 |          | 逆境迸全力         | 全力對抗逆境         | 武上純希   | 福富博     | 福富博     | 興村忠美、藤田正幸          |
| 第13話 |          | 對手集結           | 宿敵雲集             | 千葉克彥   | 熊谷雅晃   | 熊谷雅晃   | 岡崎洋美、下島誠            |
| 第14話 |          | 皓月映濤聲         | 月光與海浪聲         | 高橋奈津子 | 村田雅彥   | 村田雅彥   | 服部憲知、吉田肇            |
| 第15話 |          | 英雄與歡呼聲       | 英雄與歡呼           | 吉田伸     | 福島宏之   | 黑川智之   | 大河原烈、津曲大介          |
| 第16話 |          | 緩與疾             | 緩慢與快速           | 武上純希   | 福島宏之   | 小野田雄亮 | 平良哲朗、柴田志郎 德倉榮一 |
| 第17話 |          | 天生戏剧性         | 與生俱來的戲劇性     | 千葉克彥   | 福島宏之   | 村山靖     | 村田涼一、林隆祥 申惠蘭     |
| 第18話 |          | 压力需想象         | 想像壓力             | 千葉克彥   | 小平麻紀   | 小平麻紀   | 、渡邊葉瑠 齊藤和也、       |
| 第19話 |          | 失礼的初遇         | 失禮的首次見面       | 高橋奈津子 | 石川俊介   | 村山靖     | 山本徑子                    |
| 第20話 |          | 心理战与自制心     | 心理戰與自制能力     | 吉田伸     | 福島宏之   | 守泰佑     | 下島誠、                    |
| 第21話 |          | 善惡與規則         | 善惡與規則           | 武上純希   | 福富博     | 福富博     | 興村忠美、藤田正幸          |
| 第22話 |          | 存在就是原動力     | 存在就是原動力       | 千葉克彥   | 熊谷雅晃   | 熊谷雅晃   | 津曲大介、大河原烈          |
| 第23話 |          | 积极创理想         | 積極與理想           | 武上純希   | 福島宏之   | 秦義人     | 山本徑子                    |
| 第24話 |          | 有勇无谋与出其不意 | 魯莽與意外性         | 吉田伸     | 黑川智之   | 黑川智之   | 藤井俊郎                    |
| 第25話 |          | 决胜盘             | 最後一盤             | 千葉克彥   | 村田雅彥   | 村田雅彥   | 大河原烈、津曲大介 田中千幸 |

### 播放電視台
| 播放地區 | 播放電視台   | 播放日期               | 播放時間                  | 備註     |
| 第1輯    | 第1輯        | 第1輯                  | 第1輯                     | 第1輯    |
| -------- | ------------ | ---------------------- | ------------------------- | -------- |
| 日本全國 | NHK教育頻道  | 2014年4月6日－9月21日  | 星期日 17時30分－17時55分 |          |
| 日本全國 | 萬代頻道     | 2014年4月21日－10月6日 | 星期一 12時00分 更新      | 網路播放 |
| 第2輯    |              |                        |                           |          |
| 日本全國 | NHK教育頻道  | 2015年4月5日－9月20日  | 星期日 17時30分－17時55分 |          |
| 日本全國 | NICONICO頻道 | 2014年4月19日－10月4日 | 星期日 24時00分 更新      | 網路播放 |
| 日本全國 | 萬代頻道     | 2014年4月20日－10月5日 | 星期一 12時00分 更新      | 網路播放 |

| NHK教育頻道 星期日 17:30－17:55 節目 | NHK教育頻道 星期日 17:30－17:55 節目                    | NHK教育頻道 星期日 17:30－17:55 節目 |
| ------------------------------------ | ------------------------------------------------------- | ------------------------------------ |
|                                      | Baby Steps ~網球優等生~ 第1輯 （2014年4月6日－9月21日） |                                      |
| 天才黃金腦～神之謎 第3季             | 夏洛克福爾摩斯                                          |                                      |
| NHK教育頻道 星期日 17:30－17:55 節目 |                                                         |                                      |
| 夏洛克福爾摩斯                       | Baby Steps ~網球優等生~ 第2輯 （2015年4月5日－9月20日） | 棒球大聯盟 第六季 重播               |

| TVB兒童台 星期一至五 06:00－06:30 節目                          | TVB兒童台 星期一至五 06:00－06:30 節目          | TVB兒童台 星期一至五 06:00－06:30 節目 |
| --------------------------------------------------------------- | ----------------------------------------------- | -------------------------------------- |
|                                                                 | 網球優等生 第1輯 （2015年2月11日－3月17日）     |                                        |
| 靈裝戰士                                                        | 我們這一家 重播                                 |                                        |
| TVB Window 星期一至五 06:00－06:30 節目                         |                                                 |                                        |
| 靈裝戰士                                                        | 網球優等生 第1輯 （2015年2月11日－3月17日）     | 我們這一家                             |
| 翡翠台 星期四、五 17:20－17:50 節目                             |                                                 |                                        |
| 閃電十一人GO 時空之石 無印第46－47話及第2期第1－51集            | 網球Ace 第1輯 （2016年6月10日－9月2日）         | 閃電十一人GO 銀河                      |
| 翡翠台 星期日 16:00－16:30 節目 7月23日、10月15日、10月29日停播 |                                                 |                                        |
| 幪面戰士 重播                                                   | 網球Ace 第1輯，重播 （2017年4月30日－11月12日） | 喜羊羊與灰太狼之衣櫥大冒險             |
| 翡翠台 星期四、五 17:20－17:50 節目                             |                                                 |                                        |
| 數碼暴龍 App世代                                                | 網球Ace 第2輯 （2018年4月26日－7月19日）        | 排球少年II                             |
| 翡翠台 星期一至五 15:45－16:15 節目 10月16日停播                |                                                 |                                        |
| 忍者亂太郎（XXI） 重播，第22輯                                  | 網球Ace 第2輯，重播 （2019年10月8日－11月12日） | 櫻桃小丸子 第2輯，第693－744集 重播    |

## 網路電視劇
2016年7月22日起於AmazonPrime Video上傳。岩田和行監督，小林雄次劇本。

### 演員陣容
- 丸尾榮一郎：松岡廣大（幼年期：工藤愛由夢）
- 鷹崎奈津：季葉
- 江川遙：松島庄汰
- 影山小次郎：室井響
- 越水成雪：萬立雄一
- 佐佐木姫子：金井美樹
- 槇原真純：星名利華
- 横山花：花梨
- 田島勇樹：黑瀨鷹来
- 雪（ユキ）：吉田圭織
- 練習生：松本大地
- 大林良：井上正大
- 宮川卓也：塩野瑛久
- 荒谷寬：松崎裕
- 三浦優作教練：東根作寿英
- 森本教練：松田沙紀
- 丸尾一弥：若林秀敏

## 外部連結
- 《週刊少年Magazine》作品頁面（页面存档备份，存于）（日語）
- NHK動畫世界 Baby Steps（页面存档备份，存于）（日語）
- Baby Steps ~網球優等生~的X（前Twitter）（日語）